# (21822) Degiorgi
(21822) Degiorgi est un astéroïde de la ceinture principale.

## Description
(21822) Degiorgi est un astéroïde de la ceinture principale. Il fut découvert le 15 octobre 1999 à la station Anderson Mesa par le programme LONEOS. Il présente une orbite caractérisée par un demi-grand axe de 2,52 UA, une excentricité de 0,13 et une inclinaison de 12,7° par rapport à l'écliptique.

## Compléments